# پادرلی (کنتاکی)
پادرلی (به انگلیسی: Powderly) شهری در ایالت کنتاکی کشور ایالات متحده آمریکا است که جمعیت آن در سرشماری سال ۲۰۱۰ میلادی، ۷۴۵ نفر بوده‌است.